# Parafia św. Jana Chrzciciela w Białogardzie
Parafia Świętego Jana Chrzciciela w Białogardzie – rzymskokatolicka parafia w miejscowości Białogarda. Należy do dekanatu Łebskiego Diecezji pelplińskiej. Została erygowana 1 czerwca 1951 roku.